# Galeria Warzywniak
Galeria Warzywniak – galeria sztuki przy ul. Opata Jacka Rybińskiego 25 w Gdańsku Oliwie.
Działała w latach 2011–2016 z inicjatywy Fundacji Wspólnota Gdańska. Budynek, w którym mieściła się Galeria został gruntownie przebudowany i obecnie funkcjonuje w nim Oliwski Ratusz Kultury.